# Сепи
Сепи́ (фр. Cépie) — коммуна во Франции, находится в регионе Лангедок — Руссильон. Департамент коммуны — Од. Входит в состав кантона Лиму. Округ коммуны — Лиму.
Код INSEE коммуны — 11090.

## Население
Население коммуны на 2008 год составляло 645 человек.
| 1962 | 1968 | 1975 | 1982 | 1990 | 1999 | 2008 |
| ---- | ---- | ---- | ---- | ---- | ---- | ---- |
| 271  | 292  | 308  | 318  | 413  | 540  | 645  |

## Экономика
В 2007 году среди 413 человек в трудоспособном возрасте (15—64 лет) 262 были экономически активными, 151 — неактивными (показатель активности — 63,4 %, в 1999 году было 61,8 %). Из 262 активных работали 234 человека (127 мужчин и 107 женщин), безработных было 28 (14 мужчин и 14 женщин). Среди 151 неактивных 40 человек были учениками или студентами, 68 — пенсионерами, 43 были неактивными по другим причинам.